# 黄铸夫
黄铸夫（1913年—2012年），男，广西合浦人，中国书法家、国画家，曾任中央美术学院党委委员、国画系副主任，中国书法家协会理事。